# Conclaaf van 1314-1316
Het conclaaf van 1314-1316 volgde op de dood van paus Clemens V.

## Voorgeschiedenis
Clemens V was de eerste paus van een tijdperk, dat bekend werd onder de naam van de Babylonische ballingschap der pausen (1309-1377). Hoewel hij samen met zijn hof in verschillende steden had geresideerd, vestigde hij het pauselijk hof in Avignon en de Romeinse Curie in Carpentras. De afwezigheid van de paus in Rome leidde tot een groot verval van de stad wat hem door kardinaal Napoleone Orsini kwalijk werd genomen. Orsini ging daarbij zover dat hij na de dood van Clemens hem in een brief aan de Franse koning de slechtste paus ooit noemde. Diezelfde Orsini had er in 1304-1305 echter zelf op aangedrongen dat Bertrand de Got uiteindelijk tot Clemens V gekozen zou worden.

## Conclaaf
De keuze van de Fransman Clemens V had ingrijpende gevolgen voor het College van Kardinalen gehad. Tijdens zijn pontificaat had Clemens in drie consistories 24 nieuwe kardinalen gecreëerd, waarvan er 23 uit Frankrijk afkomstig waren en 1 uit Engeland. Vooral het fenomeen kardinaal-nepoot, kardinaalsbenoemingen van eigen familieleden, nam een grote vlucht. Van de 23 benoemde Franse kardinalen waren er 9 direct familie van Clemens V.
Enige handreiking ten opzichte van de Italiaanse kardinalen was de rehabilitatie geweest van de kardinalen Pietro en Giacomo Colonna, die tijdens het pontificaat van Bonifatius VIII waren afgezet. Mede hierdoor bestond het kiescollege bij het begin van het conclaaf uit 16 Fransen en 8 Italianen, waardoor theoretisch gezien een Franse kandidaat al zeker op een meerderheid van 2/3 kon rekenen.
Toch was het kardinalencollege sterk verdeeld. De Italianen streefden naar een snelle terugkeer naar Rome, de familieleden en vrienden van de overleden paus (10 in totaal) wilden de macht in eigen hand houden. De overige 6 Franse kardinalen namen een meer neutrale positie in, omdat zij geen van de andere facties wilden steunen.
De kardinalen kwamen op 1 mei 1314 voor het eerst bijeen voor een conclaaf dat het langstdurende in de geschiedenis zou worden, alleen in duur overtroffen door de pausverkiezing van 1268-1271. Locatie van de verkiezing was Carpentras, waar zich de Curie bevond. Door ongeregeldheden in de stad, waardoor delen in brand gestoken werden, besloten de kardinalen het conclaaf te verlaten zonder afspraken te maken voor een andere locatie voor het vervolg van de verkiezing. Pas in 1315 slaagde de Franse prins Filips erin de kardinalen bijeen te roepen in Lyon. Toen een snelle keuze nog uitbleef werden de kardinalen in het klooster van de Dominicanen opgesloten, waar uiteindelijk na nog 40 dagen een keuze werd gemaakt: de Fransman Jacques d’Euse werd op 7 augustus 1316 gekozen en nam de naam Johannes XXII aan. Op 5 september 1316 vond de kroning plaats in de Dominicaner kerk in Lyon, die werd uitgevoerd door kardinaal-protodiaken Napoleone Orsini.

## Nasleep
Hoewel Johannes XXII tijdens het conclaaf zich welwillend had getoond ten opzichte van een eventuele terugkeer van het pauselijk hof naar Rome, veranderde hij na zijn verkiezing van standpunt en besloot zich definitief te vestigen in Avignon. Evenals Clemens V zou het nepotisme bij de nieuwe paus een belangrijke rol spelen: onder de 26 door hem gecreëerde kardinalen (21 uit Frankrijk) bevonden zich 7 familieleden.